# Tortelli verdi
I tortelli verdi o tortelli d'erbetta sono un piatto italiano tipico dell'Emilia, in particolare dell'area Parmense e Reggiana.
Si tratta di una minestra asciutta di involtini di sfoglia all'uovo ripieni di un impasto composto da spinaci o bietole verdi anche in abbinamento con aromi, condimento, formaggio e ricotta.
Gli ingredienti di base del ripieno possono variare nella proporzione della composizione secondo le tradizioni locali e familiari.
Sono specialità della cucina parmigiana e parmense dove prendono il nome di Tortelli d'erbetta e della cucina reggiana e vengono qua chiamati Tortelli verdi.

## Origini di questo piatto e similari
La ricetta reggiana dei tortelli verdi si inserisce nell'antica e nobile tradizione culinaria delle paste ripiene, risalente almeno al Basso Medioevo.
Scopo di tali preparazioni era riunire in un unico piatto gustoso, nutriente e fantasioso quel poco che la cucina contadina forniva.
La relativamente facile disponibilità delle verdure, che costituiscono la parte principale del ripieno, ne hanno fatto un piatto facilmente realizzabile da tutti gli strati della popolazione anche se è rimasto, per lungo tempo, un piatto dedicato ai giorni di festa.
I tortelli d'erbetta della provincia di Parma sono stati riconosciuti prodotto tipico dalla Regione Emilia-Romagna ed inseriti nell'apposito elenco dal Ministero per le Politiche Agricole.

## Caratteristiche principali
La caratteristica più saliente di questo piatto è la presenza delle verdure nel ripieno che ne fanno un alimento abbastanza leggero e digeribile sebbene sia ricco di sapore e di gusto.
La presenza di tanta parte dei prodotti caseari quali: ricotta e formaggio (nel ripieno), burro e formaggio per il condimento finale, ne fanno un alimento tipico delle zone, qual è l'Emilia, dove questi alimenti sono prodotti tipici e di uso quotidiano.
Nel ripieno, in luogo degli spinaci e/o delle bietole, si possono utilizzare altre verdure o erbe: verza, catalogna, radicchio, borragine e, perfino, ortiche.
Nel parmense i tortelli sono riempiti con un impasto dove prevale la ricotta, mentre la quantità delle erbette è molto ridotta.
Il ripieno viene avvolto in una sottile sfoglia di uova e farina formando dei piccoli rettangoli di dimensione massima come una carta di credito e minima come la sua metà.

## Condimento
La classica preparazione reggiana "impone" che i tortelli siano conditi soffregando un pezzo di burro su ogni strato degli stessi cotti e posti nella zuppiera (o ne nel piatto se è una preparazione singola) cospargendo poi di formaggio Parmigiano-Reggiano stravecchio.
Volendo, si possono condire anche con burro fuso, tenendo presente che risulteranno meno delicati e si dovrà utilizzare una maggiore quantità di burro. Sempre il formaggio grattugiato, sopra.
Sconsigliabile l'utilizzo di burro nocciola. Ammissibile il burro aromatizzato con salvia.

## La tradizione
Nelle famiglie reggiane è tradizione preparare i tortelli come primo piatto della cena della Vigilia di Natale, eventualmente tortelli verdi e tortelli di zucca abbinati. Si vuole così proporre un piatto ricco e gustoso rispettando il precetto di magro della Vigilia.
Nell'area del parmigiano la tradizione vuole che per non passare da conigli (ovvero per mangiatori d'erba, detto popolare), i tortelli siano riempiti con un impasto in cui prevale la ricotta mentre la quantità delle erbette è molto ridotta.
I tortelli d'erbetta parmigiani sono gustati tradizionalmente la sera del 23 giugno, vigilia di san Giovanni Battista.
Anche in Romagna il ripieno è povero di erbette. Ciò è dovuto alle motivazioni riportate anche da Pellegrino Artusi:  "I Romagnoli, per ragione del clima che richiede un vitto di molta sostanza e un poco fors'anche per lunga consuetudine a cibi gravi, hanno generalmente gli ortaggi cotti in quella grazia che si avrebbe il fumo negli occhi, talché spesse volte ho udito nelle trattorie: - Cameriere, una porzione di lesso; ma bada, senza spinaci. - Oppure: - Di questi (indicando gli spinaci) ti puoi fare un impiastro sul sedere".